# Aleksandra Herzyk
Aleksandra Herzyk (ur. 28 sierpnia 1993 w Krakowie) – polska ilustratorka, autorka komiksów, pisarka, aktywistka i publicystka.

## Życiorys
Ukończyła studia na Akademii Sztuk Pięknych w Krakowie oraz studia prawnicze na Uniwersytecie Jagiellońskim. Mieszka w Krakowie.
Publikowała swoje komiksy w internecie. Tworzyła też ilustracje i komiksy do książek popularnonaukowych. W 2022 zadebiutowała historyczną powieścią graficzną Wolność albo śmierć, której akcja toczy się w czasie rewolucji francuskiej. W 2023 ukazał się reportaż Przegryw. Mężczyźni w pułapce gniewu i samotności napisany przez nią wspólnie z Patrycją Wieczorkiewicz. Napisała scenariusz do komiksu Kiedyś będzie pięknie, do którego ilustracje wykonała Katarzyna Klas (kth).
Teksty publicystyczne publikowała w Krytyce Politycznej, w Magazynie Kontakt i Noizz.pl. Współpracowała z Amnesty International i Kampanią Przeciw Homofobii. Angażowała się w działania proekologiczne, w tym na rzecz energetyki jądrowej. Określiła się jako feministka identyfikująca się ze społecznością osób aseksualnych. Inspirowała się epoką oświecenia. Wypowiadała się krytycznie o body shamingu i transfobii.
Od listopada 2024 roku współprowadzi wraz z Karoliną Wiśniowską kanał vrzenie o tematyce politycznej na platformie streamingowej Twitch.

## Publikacje
- Wolność albo śmierć, wyd. Kultura Gniewu, Warszawa 2022[8].
- Przegryw. Mężczyźni w pułapce gniewu i samotności, wspólnie z Patrycją Wieczorkiewicz, wyd. W.A.B., Warszawa 2023.
- Kiedyś będzie pięknie, wspólnie z Katarzyną Klas (kth), wyd. Krakowskie Biuro Festiwalowe, Kraków 2024[3][4].

## Nagrody
- Krakowska Książka Miesiąca za Wolność albo śmierć (marzec 2023)[9]
- Nagroda Literacka Podróż Hestii przyznana w partnerstwie z Fundacją Wisławy Szymborskiej za Wolność albo śmierć (2023)[9].